# تشارلز شرينر الثالث
تشارلز شرينر الثالث (بالإنجليزية: Charles Schreiner, III) هو مصرفي أمريكي، ولد في 6 يناير 1927 في سان أنطونيو في الولايات المتحدة، وتوفي في 22 أبريل 2001.